# The Shaping of Middle-earth
Уобличавање Средње земље (енгл. The Shaping of Middle-earth) је четврти том серијала The History of Middle-earth, који је Кристофер Толкин саставио на основу рукописа свог оца Џ. Р. Р. Толкина. Објављен је 1986. године.

### Натписи
На првим страницама сваког тома Историје Средње земље налази се натпис у феанорским карактерима (Тенгвар, писмо које је Толкин осмислио за Високе Вилењаке), који је написао Кристофер Толкин и који описује садржај књиге. Натпис у Књизи IV гласи: „Овде се налазе Квента Нолдоринва, Историја Гномâ, Амбарканта или Облик света које је написао Румил, Анали Валинора и Анали Белеријанда које је саставио Пенголод, мудрац из Гондолина, са мапама света из Старих дана, као и преводи које је Елфвајн, морепловац из Енглеске, начинио на језик своје земље.”

## Пријем
Рецензирајући књигу у журналу Mythlore, Ненси-Лу Патерсон похвалила је Толкинову прозу и била посебно импресионирана његовим уметничким радовима, посебно илустрацијама космологије Арде у Амбарканти.
Том Шипи у књизи Пут у Средњу земљу коментарише да рукописи Уобличавања и других раних томова откривају Толкинову склоност да се „заноси ситницама”, или, како је сам Толкин написао у делу The Notion Club Papers, да „вечито цепидлачи, мења, прерађује, усавршава, колеба се, у зависности од свог језичког расположења и промене укуса”. Шипи тај ефекат описује као „у најбољем случају збуњујући, у најгорем иритантан”.